# Thakeham
Thakeham – wieś w Anglii, w hrabstwie West Sussex, w dystrykcie Horsham. Leży 28 km na północny wschód od miasta Chichester i 66 km na południe od Londynu. W 2001 miejscowość liczyła 1794 mieszkańców.